# A Blot in the ’Scutcheon
A Blot in the 'Scutcheon – sztuka dziewiętnastowiecznego angielskiego poety i dramaturga Roberta Browninga, opublikowana w 1843. Utwór wykazuje pewne podobieństwa do Romea i Julii Williama Szekspira. Akcja sztuki rozgrywa się w osiemnastym wieku. Intryga jest skupiona wokół starań Henry'ego, Earla Mertoun o rękę Mildred, siostry Thorolda, Earla Tresham. Utwór jest napisany wierszem białym.